# Întâiul district electoral federal al statului Utah
Primul (întâiul) district electoral (congresional) al statului Utah (în original, în engleză Utah's 1st congressional district) deservește nordul statului Utah, incluzând orașele Ogden, Logan și partea nordică a zonei metropolitane a capitalei statului, Great Salt Lake.
Actualul reprezentativ al acestui district electoral în Camera Reprezentanților a Statelor Unite ale Americii este politicianul republican Rob Bishop.
Cel de-al 43-lea președinte american George W. Bush a primit 73% din voturile valid exprimate în acest district în timpul alegerilor prezidențiale din noiembrie 2004. Scorul său pe scala Cook Partisan Voting Index (cunoscut și sub acronimul CPVI) de R + 26 din 2004, a demonstrat cum 1st Congressional District of Utah a învins alte trei districte electorale federale ale națiunii, care au avut scorul de R + 25. Astfel, Întâiul district electoral (congresional) al statului Utah a devenit cel mai "republican" district al națiunii. 

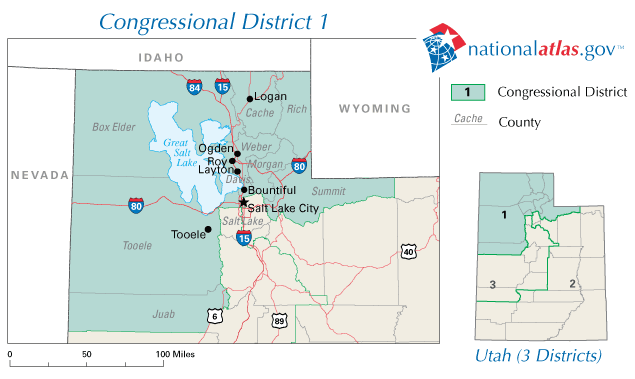
The district from 2003 to 2013

## Votare
Rezultatele alegerilor [Election results from presidential races]
| An   | Oficiu     | Rezultat        |
| ---- | ---------- | --------------- |
| 2000 | Președinte | Bush 68 - 27%   |
| 2004 | Președinte | Bush 73 - 25%   |
| 2008 | Președinte | McCain 64 - 33% |

## Listă a membrilor Camerei Reprezentanților
Până în anul 1913, districtul a fost unic pentru întreg statul, candidatul fiind ales at-large.
Marginile districtului sunt periodic re-definite; ca atare unele comunități apar și altele dispar din componența districtului.
| Numele representativului        | Partid politic                  | Ani                               | Numărul Congress-ului           | Districtul originar             | Ocupație                        | Istoric electoral                                                             |
| ------------------------------- | ------------------------------- | --------------------------------- | ------------------------------- | ------------------------------- | ------------------------------- | ----------------------------------------------------------------------------- |
| District creat la 4 martie 1913 | District creat la 4 martie 1913 | District creat la 4 martie 1913   | District creat la 4 martie 1913 | District creat la 4 martie 1913 | District creat la 4 martie 1913 | Toate districtele statului Utah au fost create din fostul district "at-large" |
| Joseph Howell                   | Republican                      | 4 martie 1913 – 4 martie 1917     | 63rd                            | Logan                           | Educator                        | Prima dată ales în 1902 (At-large district) Pensionat                         |
| Joseph Howell                   | Republican                      | 4 martie 1913 – 4 martie 1917     | 64th                            | Logan                           | Educator                        | Prima dată ales în 1902 (At-large district) Pensionat                         |
| Milton H. Welling               | Democrat                        | 4 martie 1917 – 4 martie 1921     | 65th                            | Farmington                      | Merchant                        | Prima dată ales în 1916 Retired to run for U.S. Senate                        |
| Milton H. Welling               | Democrat                        | 4 martie 1917 – 4 martie 1921     | 66th                            | Farmington                      | Merchant                        | Prima dată ales în 1916 Retired to run for U.S. Senate                        |
| Don B. Colton                   | Republican                      | 4 martie 1921 – 4 martie 1933     | 67th                            | Vernal                          | Lawyer                          | First elected in 1920 Lost re-election                                        |
| Don B. Colton                   | Republican                      | 4 martie 1921 – 4 martie 1933     | 68th                            | Vernal                          | Lawyer                          | First elected in 1920 Lost re-election                                        |
| Don B. Colton                   | Republican                      | 4 martie 1921 – 4 martie 1933     | 69th                            | Vernal                          | Lawyer                          | First elected in 1920 Lost re-election                                        |
| Don B. Colton                   | Republican                      | 4 martie 1921 – 4 martie 1933     | 70th                            | Vernal                          | Lawyer                          | First elected in 1920 Lost re-election                                        |
| Don B. Colton                   | Republican                      | 4 martie 1921 – 4 martie 1933     | 71st                            | Vernal                          | Lawyer                          | First elected in 1920 Lost re-election                                        |
| Don B. Colton                   | Republican                      | 4 martie 1921 – 4 martie 1933     | 72nd                            | Vernal                          | Lawyer                          | First elected in 1920 Lost re-election                                        |
| Abe Murdock                     | Democratic                      | 4 martie 1933 – 3 ianuarie 1941   | 73rd                            | Beaver                          | Lawyer                          | First elected in 1932 Retired to run for U.S. Senate                          |
| Abe Murdock                     | Democratic                      | 4 martie 1933 – 3 ianuarie 1941   | 74th                            | Beaver                          | Lawyer                          | First elected in 1932 Retired to run for U.S. Senate                          |
| Abe Murdock                     | Democratic                      | 4 martie 1933 – 3 ianuarie 1941   | 75th                            | Beaver                          | Lawyer                          | First elected in 1932 Retired to run for U.S. Senate                          |
| Abe Murdock                     | Democratic                      | 4 martie 1933 – 3 ianuarie 1941   | 76th                            | Beaver                          | Lawyer                          | First elected in 1932 Retired to run for U.S. Senate                          |
| Walter K. Granger               | Democratic                      | 3 ianuarie 1941 – 3 ianuarie 1953 | 77th                            | Cedar City                      | Farmer                          | First elected in 1940 Retired to run for U.S. Senate                          |
| Walter K. Granger               | Democratic                      | 3 ianuarie 1941 – 3 ianuarie 1953 | 78th                            | Cedar City                      | Farmer                          | First elected in 1940 Retired to run for U.S. Senate                          |
| Walter K. Granger               | Democratic                      | 3 ianuarie 1941 – 3 ianuarie 1953 | 79th                            | Cedar City                      | Farmer                          | First elected in 1940 Retired to run for U.S. Senate                          |
| Walter K. Granger               | Democratic                      | 3 ianuarie 1941 – 3 ianuarie 1953 | 80th                            | Cedar City                      | Farmer                          | First elected in 1940 Retired to run for U.S. Senate                          |
| Walter K. Granger               | Democratic                      | 3 ianuarie 1941 – 3 ianuarie 1953 | 81st                            | Cedar City                      | Farmer                          | First elected in 1940 Retired to run for U.S. Senate                          |
| Walter K. Granger               | Democratic                      | 3 ianuarie 1941 – 3 ianuarie 1953 | 82nd                            | Cedar City                      | Farmer                          | First elected in 1940 Retired to run for U.S. Senate                          |
| Douglas R. Stringfellow         | Republican                      | 3 ianuarie 1953 – 3 ianuarie 1955 | 83rd                            | Draper                          | Newscaster                      | Elected in 1952 Renominated, but replaced on ballot due to personal scandal   |
| Henry Aldous Dixon              | Republican                      | 3 ianuarie 1955 – 3 ianuarie 1961 | 84th                            | Provo                           | Educator                        | First elected in 1954 Retired                                                 |
| Henry Aldous Dixon              | Republican                      | 3 ianuarie 1955 – 3 ianuarie 1961 | 85th                            | Provo                           | Educator                        | First elected in 1954 Retired                                                 |
| Henry Aldous Dixon              | Republican                      | 3 ianuarie 1955 – 3 ianuarie 1961 | 86th                            | Provo                           | Educator                        | First elected in 1954 Retired                                                 |
| M. Blaine Peterson              | Democratic                      | 3 ianuarie 1961 – 3 ianuarie 1963 | 87th                            | Ogden                           | Lawyer                          | Elected in 1960 Lost re-election                                              |
| Laurence J. Burton              | Republican                      | 3 ianuarie 1963 – 3 ianuarie 1971 | 88th                            | Ogden                           | Entrepreneur                    | First elected in 1962 Retired to run for U.S. Senate                          |
| Laurence J. Burton              | Republican                      | 3 ianuarie 1963 – 3 ianuarie 1971 | 89th                            | Ogden                           | Entrepreneur                    | First elected in 1962 Retired to run for U.S. Senate                          |
| Laurence J. Burton              | Republican                      | 3 ianuarie 1963 – 3 ianuarie 1971 | 90th                            | Ogden                           | Entrepreneur                    | First elected in 1962 Retired to run for U.S. Senate                          |
| Laurence J. Burton              | Republican                      | 3 ianuarie 1963 – 3 ianuarie 1971 | 91st                            | Ogden                           | Entrepreneur                    | First elected in 1962 Retired to run for U.S. Senate                          |
| K. Gunn McKay                   | Democratic                      | 3 ianuarie 1971 – 3 ianuarie 1981 | 92nd                            | Ogden                           | Educator                        | First elected in 1970 Lost re-election                                        |
| K. Gunn McKay                   | Democratic                      | 3 ianuarie 1971 – 3 ianuarie 1981 | 93rd                            | Ogden                           | Educator                        | First elected in 1970 Lost re-election                                        |
| K. Gunn McKay                   | Democratic                      | 3 ianuarie 1971 – 3 ianuarie 1981 | 94th                            | Ogden                           | Educator                        | First elected in 1970 Lost re-election                                        |
| K. Gunn McKay                   | Democratic                      | 3 ianuarie 1971 – 3 ianuarie 1981 | 95th                            | Ogden                           | Educator                        | First elected in 1970 Lost re-election                                        |
| K. Gunn McKay                   | Democratic                      | 3 ianuarie 1971 – 3 ianuarie 1981 | 96th                            | Ogden                           | Educator                        | First elected in 1970 Lost re-election                                        |
| James V. Hansen                 | Republican                      | 3 ianuarie 1981 – 3 ianuarie 2003 | 97th                            | Farmington                      | Businessman                     | First elected in 1980 Retired                                                 |
| James V. Hansen                 | Republican                      | 3 ianuarie 1981 – 3 ianuarie 2003 | 98th                            | Farmington                      | Businessman                     | First elected in 1980 Retired                                                 |
| James V. Hansen                 | Republican                      | 3 ianuarie 1981 – 3 ianuarie 2003 | 99th                            | Farmington                      | Businessman                     | First elected in 1980 Retired                                                 |
| James V. Hansen                 | Republican                      | 3 ianuarie 1981 – 3 ianuarie 2003 | 100th                           | Farmington                      | Businessman                     | First elected in 1980 Retired                                                 |
| James V. Hansen                 | Republican                      | 3 ianuarie 1981 – 3 ianuarie 2003 | 101st                           | Farmington                      | Businessman                     | First elected in 1980 Retired                                                 |
| James V. Hansen                 | Republican                      | 3 ianuarie 1981 – 3 ianuarie 2003 | 102nd                           | Farmington                      | Businessman                     | First elected in 1980 Retired                                                 |
| James V. Hansen                 | Republican                      | 3 ianuarie 1981 – 3 ianuarie 2003 | 103rd                           | Farmington                      | Businessman                     | First elected in 1980 Retired                                                 |
| James V. Hansen                 | Republican                      | 3 ianuarie 1981 – 3 ianuarie 2003 | 104th                           | Farmington                      | Businessman                     | First elected in 1980 Retired                                                 |
| James V. Hansen                 | Republican                      | 3 ianuarie 1981 – 3 ianuarie 2003 | 105th                           | Farmington                      | Businessman                     | First elected in 1980 Retired                                                 |
| James V. Hansen                 | Republican                      | 3 ianuarie 1981 – 3 ianuarie 2003 | 106th                           | Farmington                      | Businessman                     | First elected in 1980 Retired                                                 |
| James V. Hansen                 | Republican                      | 3 ianuarie 1981 – 3 ianuarie 2003 | 107th                           | Farmington                      | Businessman                     | First elected in 1980 Retired                                                 |
| Rob Bishop                      | Republican                      | 3 ianuarie 2003 – Present         | 108th                           | Brigham City                    | Educator                        | First elected in 2002                                                         |
| Rob Bishop                      | Republican                      | 3 ianuarie 2003 – Present         | 109th                           | Brigham City                    | Educator                        | First elected in 2002                                                         |
| Rob Bishop                      | Republican                      | 3 ianuarie 2003 – Present         | 110th                           | Brigham City                    | Educator                        | First elected in 2002                                                         |
| Rob Bishop                      | Republican                      | 3 ianuarie 2003 – Present         | 111th                           | Brigham City                    | Educator                        | First elected in 2002                                                         |
| Rob Bishop                      | Republican                      | 3 ianuarie 2003 – Present         | 112th                           | Brigham City                    | Educator                        | First elected in 2002                                                         |
| Rob Bishop                      | Republican                      | 3 ianuarie 2003 – Present         | 113th                           | Brigham City                    | Educator                        | First elected in 2002                                                         |

## Election results

### 1912
Note: The 1912 election consisted of an all-party election to the two at-large seats. Howell was elected to the first at-large seat, while Johnson was elected to the second at-large seat.
| {{{titlu}}}    | {{{titlu}}}                                                                | {{{titlu}}}    | {{{titlu}}}         | {{{titlu}}}      |
| Partid politic | Partid politic                                                             | Candidat       | Voturi valide       | Procentaj        |
| -------------- | -------------------------------------------------------------------------- | -------------- | ------------------- | ---------------- |
|                | Republican                                                                 | Joseph Howell  | 43,133              | 19.45%           |
|                | Republican                                                                 | Jacob Johnson  | 42,047              | 18.96%           |
|                | [[{{{partid_politic}}}\|{{Template:{{{partid_politic}}}/meta/shortname}}]] | {{{candidat}}} | {{{voturi_valide}}} | {{{procentaj}}}% |
|                | [[{{{partid_politic}}}\|{{Template:{{{partid_politic}}}/meta/shortname}}]] | {{{candidat}}} | {{{voturi_valide}}} | {{{procentaj}}}% |
|                | [[{{{partid_politic}}}\|{{Template:{{{partid_politic}}}/meta/shortname}}]] | {{{candidat}}} | {{{voturi_valide}}} | {{{procentaj}}}% |
|                | [[{{{partid_politic}}}\|{{Template:{{{partid_politic}}}/meta/shortname}}]] | {{{candidat}}} | {{{voturi_valide}}} | {{{procentaj}}}% |
|                | [[{{{partid_politic}}}\|{{Template:{{{partid_politic}}}/meta/shortname}}]] | {{{candidat}}} | {{{voturi_valide}}} | {{{procentaj}}}% |
|                | [[{{{partid_politic}}}\|{{Template:{{{partid_politic}}}/meta/shortname}}]] | {{{candidat}}} | {{{voturi_valide}}} | {{{procentaj}}}% |
|                | [[{{{partid_politic}}}\|{{Template:{{{partid_politic}}}/meta/shortname}}]] | {{{candidat}}} | {{{voturi_valide}}} | {{{procentaj}}}% |
| Totals         | Totals                                                                     | Totals         | 221,733             | 100.0%           |
|                | Republican win (new seat)                                                  |                |                     |                  |

### 1914
| {{{titlu}}}    | {{{titlu}}}                                                                | {{{titlu}}}               | {{{titlu}}}         | {{{titlu}}}      |
| Partid politic | Partid politic                                                             | Candidat                  | Voturi valide       | Procentaj        |
| -------------- | -------------------------------------------------------------------------- | ------------------------- | ------------------- | ---------------- |
|                | Republican                                                                 | Joseph Howell (incumbent) | 29,481              | 49.36%           |
|                | [[{{{partid_politic}}}\|{{Template:{{{partid_politic}}}/meta/shortname}}]] | {{{candidat}}}            | {{{voturi_valide}}} | {{{procentaj}}}% |
|                | [[{{{partid_politic}}}\|{{Template:{{{partid_politic}}}/meta/shortname}}]] | {{{candidat}}}            | {{{voturi_valide}}} | {{{procentaj}}}% |
| Totals         | Totals                                                                     | Totals                    | 59,733              | 100.0%           |
|                | Republican hold                                                            |                           |                     |                  |

### 1916
|        | Democrat                                                                   | Milton H. Welling | 40,035              | 55.55%           |
|        | [[{{{partid_politic}}}\|{{Template:{{{partid_politic}}}/meta/shortname}}]] | {{{candidat}}}    | {{{voturi_valide}}} | {{{procentaj}}}% |
|        | [[{{{partid_politic}}}\|{{Template:{{{partid_politic}}}/meta/shortname}}]] | {{{candidat}}}    | {{{voturi_valide}}} | {{{procentaj}}}% |
| Totals | Totals                                                                     | Totals            | 72,071              | 100.0%           |
|        | Democrat gain from Republican                                              |                   |                     |                  |

### 1918
| {{{titlu}}}    | {{{titlu}}}                                                                | {{{titlu}}}                   | {{{titlu}}}         | {{{titlu}}}      |
| Partid politic | Partid politic                                                             | Candidat                      | Voturi valide       | Procentaj        |
| -------------- | -------------------------------------------------------------------------- | ----------------------------- | ------------------- | ---------------- |
|                | Democrat                                                                   | Milton H. Welling (incumbent) | 25,327              | 54.64%           |
|                | [[{{{partid_politic}}}\|{{Template:{{{partid_politic}}}/meta/shortname}}]] | {{{candidat}}}                | {{{voturi_valide}}} | {{{procentaj}}}% |
|                | [[{{{partid_politic}}}\|{{Template:{{{partid_politic}}}/meta/shortname}}]] | {{{candidat}}}                | {{{voturi_valide}}} | {{{procentaj}}}% |
| Totals         | Totals                                                                     | Totals                        | 46,353              | 100.0%           |
|                | Democrat hold                                                              |                               |                     |                  |

### 1920
|        | Republican                                                                 | Don B. Colton  | 42,249              | 57.49%           |
|        | [[{{{partid_politic}}}\|{{Template:{{{partid_politic}}}/meta/shortname}}]] | {{{candidat}}} | {{{voturi_valide}}} | {{{procentaj}}}% |
|        | [[{{{partid_politic}}}\|{{Template:{{{partid_politic}}}/meta/shortname}}]] | {{{candidat}}} | {{{voturi_valide}}} | {{{procentaj}}}% |
| Totals | Totals                                                                     | Totals         | 73,492              | 100.0%           |
|        | Republican gain from Democrat                                              |                |                     |                  |

### 1922
| {{{titlu}}}    | {{{titlu}}}                                                                | {{{titlu}}}               | {{{titlu}}}         | {{{titlu}}}      |
| Partid politic | Partid politic                                                             | Candidat                  | Voturi valide       | Procentaj        |
| -------------- | -------------------------------------------------------------------------- | ------------------------- | ------------------- | ---------------- |
|                | Republican                                                                 | Don B. Colton (incumbent) | 33,188              | 52.73%           |
|                | [[{{{partid_politic}}}\|{{Template:{{{partid_politic}}}/meta/shortname}}]] | {{{candidat}}}            | {{{voturi_valide}}} | {{{procentaj}}}% |
|                | [[{{{partid_politic}}}\|{{Template:{{{partid_politic}}}/meta/shortname}}]] | {{{candidat}}}            | {{{voturi_valide}}} | {{{procentaj}}}% |
| Totals         | Totals                                                                     | Totals                    | 62,938              | 100.0%           |
|                | Republican hold                                                            |                           |                     |                  |

### 1924
| {{{titlu}}}    | {{{titlu}}}                                                                | {{{titlu}}}               | {{{titlu}}}         | {{{titlu}}}      |
| Partid politic | Partid politic                                                             | Candidat                  | Voturi valide       | Procentaj        |
| -------------- | -------------------------------------------------------------------------- | ------------------------- | ------------------- | ---------------- |
|                | Republican                                                                 | Don B. Colton (incumbent) | 40,883              | 54.86%           |
|                | [[{{{partid_politic}}}\|{{Template:{{{partid_politic}}}/meta/shortname}}]] | {{{candidat}}}            | {{{voturi_valide}}} | {{{procentaj}}}% |
| Totals         | Totals                                                                     | Totals                    | 74,527              | 100.0%           |
|                | Republican hold                                                            |                           |                     |                  |

### 1926
| {{{titlu}}}    | {{{titlu}}}                                                                | {{{titlu}}}               | {{{titlu}}}         | {{{titlu}}}      |
| Partid politic | Partid politic                                                             | Candidat                  | Voturi valide       | Procentaj        |
| -------------- | -------------------------------------------------------------------------- | ------------------------- | ------------------- | ---------------- |
|                | Republican                                                                 | Don B. Colton (incumbent) | 44,007              | 61.44%           |
|                | [[{{{partid_politic}}}\|{{Template:{{{partid_politic}}}/meta/shortname}}]] | {{{candidat}}}            | {{{voturi_valide}}} | {{{procentaj}}}% |
|                | [[{{{partid_politic}}}\|{{Template:{{{partid_politic}}}/meta/shortname}}]] | {{{candidat}}}            | {{{voturi_valide}}} | {{{procentaj}}}% |
| Totals         | Totals                                                                     | Totals                    | 71,631              | 100.0%           |
|                | Republican hold                                                            |                           |                     |                  |

### 1928
| {{{titlu}}}    | {{{titlu}}}                                                                | {{{titlu}}}               | {{{titlu}}}         | {{{titlu}}}      |
| Partid politic | Partid politic                                                             | Candidat                  | Voturi valide       | Procentaj        |
| -------------- | -------------------------------------------------------------------------- | ------------------------- | ------------------- | ---------------- |
|                | Republican                                                                 | Don B. Colton (incumbent) | 50,274              | 60.89%           |
|                | [[{{{partid_politic}}}\|{{Template:{{{partid_politic}}}/meta/shortname}}]] | {{{candidat}}}            | {{{voturi_valide}}} | {{{procentaj}}}% |
|                | [[{{{partid_politic}}}\|{{Template:{{{partid_politic}}}/meta/shortname}}]] | {{{candidat}}}            | {{{voturi_valide}}} | {{{procentaj}}}% |
| Totals         | Totals                                                                     | Totals                    | 82,571              | 100.0%           |
|                | Republican hold                                                            |                           |                     |                  |

### 1930
| {{{titlu}}}    | {{{titlu}}}                                                                | {{{titlu}}}               | {{{titlu}}}         | {{{titlu}}}      |
| Partid politic | Partid politic                                                             | Candidat                  | Voturi valide       | Procentaj        |
| -------------- | -------------------------------------------------------------------------- | ------------------------- | ------------------- | ---------------- |
|                | Republican                                                                 | Don B. Colton (incumbent) | 45,875              | 60.77%           |
|                | [[{{{partid_politic}}}\|{{Template:{{{partid_politic}}}/meta/shortname}}]] | {{{candidat}}}            | {{{voturi_valide}}} | {{{procentaj}}}% |
|                | [[{{{partid_politic}}}\|{{Template:{{{partid_politic}}}/meta/shortname}}]] | {{{candidat}}}            | {{{voturi_valide}}} | {{{procentaj}}}% |
| Totals         | Totals                                                                     | Totals                    | 75,487              | 100.0%           |
|                | Republican hold                                                            |                           |                     |                  |

### 1932
|        | Democrat                                                                   | Abe Murdock    | 47,774              | 51.59%           |
|        | [[{{{partid_politic}}}\|{{Template:{{{partid_politic}}}/meta/shortname}}]] | {{{candidat}}} | {{{voturi_valide}}} | {{{procentaj}}}% |
| Totals | Totals                                                                     | Totals         | 92,601              | 100.0%           |
|        | Democrat gain from Republican                                              |                |                     |                  |

### 1934
| {{{titlu}}}    | {{{titlu}}}                                                                | {{{titlu}}}             | {{{titlu}}}         | {{{titlu}}}      |
| Partid politic | Partid politic                                                             | Candidat                | Voturi valide       | Procentaj        |
| -------------- | -------------------------------------------------------------------------- | ----------------------- | ------------------- | ---------------- |
|                | Democrat                                                                   | Abe Murdock (incumbent) | 55,800              | 64.43%           |
|                | [[{{{partid_politic}}}\|{{Template:{{{partid_politic}}}/meta/shortname}}]] | {{{candidat}}}          | {{{voturi_valide}}} | {{{procentaj}}}% |
|                | [[{{{partid_politic}}}\|{{Template:{{{partid_politic}}}/meta/shortname}}]] | {{{candidat}}}          | {{{voturi_valide}}} | {{{procentaj}}}% |
|                | [[{{{partid_politic}}}\|{{Template:{{{partid_politic}}}/meta/shortname}}]] | {{{candidat}}}          | {{{voturi_valide}}} | {{{procentaj}}}% |
| Totals         | Totals                                                                     | Totals                  | 86,601              | 100.0%           |
|                | Democrat hold                                                              |                         |                     |                  |

### 1936
| {{{titlu}}}    | {{{titlu}}}                                                                | {{{titlu}}}             | {{{titlu}}}         | {{{titlu}}}      |
| Partid politic | Partid politic                                                             | Candidat                | Voturi valide       | Procentaj        |
| -------------- | -------------------------------------------------------------------------- | ----------------------- | ------------------- | ---------------- |
|                | Democrat                                                                   | Abe Murdock (incumbent) | 68,877              | 69.23%           |
|                | [[{{{partid_politic}}}\|{{Template:{{{partid_politic}}}/meta/shortname}}]] | {{{candidat}}}          | {{{voturi_valide}}} | {{{procentaj}}}% |
|                | [[{{{partid_politic}}}\|{{Template:{{{partid_politic}}}/meta/shortname}}]] | {{{candidat}}}          | {{{voturi_valide}}} | {{{procentaj}}}% |
| Totals         | Totals                                                                     | Totals                  | 99,494              | 100.0%           |
|                | Democrat hold                                                              |                         |                     |                  |

### 1938
| {{{titlu}}}    | {{{titlu}}}                                                                | {{{titlu}}}             | {{{titlu}}}         | {{{titlu}}}      |
| Partid politic | Partid politic                                                             | Candidat                | Voturi valide       | Procentaj        |
| -------------- | -------------------------------------------------------------------------- | ----------------------- | ------------------- | ---------------- |
|                | Democrat                                                                   | Abe Murdock (incumbent) | 52,927              | 59.66%           |
|                | [[{{{partid_politic}}}\|{{Template:{{{partid_politic}}}/meta/shortname}}]] | {{{candidat}}}          | {{{voturi_valide}}} | {{{procentaj}}}% |
| Totals         | Totals                                                                     | Totals                  | 88,717              | 100.0%           |
|                | Democrat hold                                                              |                         |                     |                  |

### 1940
| {{{titlu}}}    | {{{titlu}}}                                                                | {{{titlu}}}       | {{{titlu}}}         | {{{titlu}}}      |
| Partid politic | Partid politic                                                             | Candidat          | Voturi valide       | Procentaj        |
| -------------- | -------------------------------------------------------------------------- | ----------------- | ------------------- | ---------------- |
|                | Democrat                                                                   | Walter K. Granger | 62,654              | 57.13%           |
|                | [[{{{partid_politic}}}\|{{Template:{{{partid_politic}}}/meta/shortname}}]] | {{{candidat}}}    | {{{voturi_valide}}} | {{{procentaj}}}% |
| Totals         | Totals                                                                     | Totals            | 109,675             | 100.0%           |
|                | Democrat hold                                                              |                   |                     |                  |

### 1942
| {{{titlu}}}    | {{{titlu}}}                                                                | {{{titlu}}}                   | {{{titlu}}}         | {{{titlu}}}      |
| Partid politic | Partid politic                                                             | Candidat                      | Voturi valide       | Procentaj        |
| -------------- | -------------------------------------------------------------------------- | ----------------------------- | ------------------- | ---------------- |
|                | Democrat                                                                   | Walter K. Granger (incumbent) | 36,297              | 50.19%           |
|                | [[{{{partid_politic}}}\|{{Template:{{{partid_politic}}}/meta/shortname}}]] | {{{candidat}}}                | {{{voturi_valide}}} | {{{procentaj}}}% |
| Totals         | Totals                                                                     | Totals                        | 72,325              | 100.0%           |
|                | Democrat hold                                                              |                               |                     |                  |

### 1944
| {{{titlu}}}    | {{{titlu}}}                                                                | {{{titlu}}}                   | {{{titlu}}}         | {{{titlu}}}      |
| Partid politic | Partid politic                                                             | Candidat                      | Voturi valide       | Procentaj        |
| -------------- | -------------------------------------------------------------------------- | ----------------------------- | ------------------- | ---------------- |
|                | Democrat                                                                   | Walter K. Granger (incumbent) | 59,755              | 57.79%           |
|                | [[{{{partid_politic}}}\|{{Template:{{{partid_politic}}}/meta/shortname}}]] | {{{candidat}}}                | {{{voturi_valide}}} | {{{procentaj}}}% |
| Totals         | Totals                                                                     | Totals                        | 103,397             | 100.0%           |
|                | Democrat hold                                                              |                               |                     |                  |

### 1946
| {{{titlu}}}    | {{{titlu}}}                                                                | {{{titlu}}}                   | {{{titlu}}}         | {{{titlu}}}      |
| Partid politic | Partid politic                                                             | Candidat                      | Voturi valide       | Procentaj        |
| -------------- | -------------------------------------------------------------------------- | ----------------------------- | ------------------- | ---------------- |
|                | Democrat                                                                   | Walter K. Granger (incumbent) | 44,888              | 50.06%           |
|                | [[{{{partid_politic}}}\|{{Template:{{{partid_politic}}}/meta/shortname}}]] | {{{candidat}}}                | {{{voturi_valide}}} | {{{procentaj}}}% |
| Totals         | Totals                                                                     | Totals                        | 89,672              | 100.0%           |
|                | Democrat hold                                                              |                               |                     |                  |

### 1948
| {{{titlu}}}    | {{{titlu}}}                                                                | {{{titlu}}}                   | {{{titlu}}}         | {{{titlu}}}      |
| Partid politic | Partid politic                                                             | Candidat                      | Voturi valide       | Procentaj        |
| -------------- | -------------------------------------------------------------------------- | ----------------------------- | ------------------- | ---------------- |
|                | Democrat                                                                   | Walter K. Granger (incumbent) | 66,641              | 59.04%           |
|                | [[{{{partid_politic}}}\|{{Template:{{{partid_politic}}}/meta/shortname}}]] | {{{candidat}}}                | {{{voturi_valide}}} | {{{procentaj}}}% |
| Totals         | Totals                                                                     | Totals                        | 112,870             | 100.0%           |
|                | Democrat hold                                                              |                               |                     |                  |

### 1950
| {{{titlu}}}    | {{{titlu}}}                                                                | {{{titlu}}}                   | {{{titlu}}}         | {{{titlu}}}      |
| Partid politic | Partid politic                                                             | Candidat                      | Voturi valide       | Procentaj        |
| -------------- | -------------------------------------------------------------------------- | ----------------------------- | ------------------- | ---------------- |
|                | Democrat                                                                   | Walter K. Granger (incumbent) | 54,161              | 51.08%           |
|                | [[{{{partid_politic}}}\|{{Template:{{{partid_politic}}}/meta/shortname}}]] | {{{candidat}}}                | {{{voturi_valide}}} | {{{procentaj}}}% |
| Totals         | Totals                                                                     | Totals                        | 106,029             | 100.0%           |
|                | Democrat hold                                                              |                               |                     |                  |

### 1952
|        | Republican                                                                 | Douglas R. Stringfellow | 76,545              | 60.54%           |
|        | [[{{{partid_politic}}}\|{{Template:{{{partid_politic}}}/meta/shortname}}]] | {{{candidat}}}          | {{{voturi_valide}}} | {{{procentaj}}}% |
| Totals | Totals                                                                     | Totals                  | 126,443             | 100.0%           |
|        | Republican gain from Democrat                                              |                         |                     |                  |

### 1954
| {{{titlu}}}    | {{{titlu}}}                                                                | {{{titlu}}}        | {{{titlu}}}         | {{{titlu}}}      |
| Partid politic | Partid politic                                                             | Candidat           | Voturi valide       | Procentaj        |
| -------------- | -------------------------------------------------------------------------- | ------------------ | ------------------- | ---------------- |
|                | Republican                                                                 | Henry Aldous Dixon | 55,542              | 53.37%           |
|                | [[{{{partid_politic}}}\|{{Template:{{{partid_politic}}}/meta/shortname}}]] | {{{candidat}}}     | {{{voturi_valide}}} | {{{procentaj}}}% |
| Totals         | Totals                                                                     | Totals             | 104,077             | 100.0%           |
|                | Republican hold                                                            |                    |                     |                  |

### 1956
| {{{titlu}}}    | {{{titlu}}}                                                                | {{{titlu}}}                    | {{{titlu}}}         | {{{titlu}}}      |
| Partid politic | Partid politic                                                             | Candidat                       | Voturi valide       | Procentaj        |
| -------------- | -------------------------------------------------------------------------- | ------------------------------ | ------------------- | ---------------- |
|                | Republican                                                                 | Henry Aldous Dixon (incumbent) | 74,107              | 60.92%           |
|                | [[{{{partid_politic}}}\|{{Template:{{{partid_politic}}}/meta/shortname}}]] | {{{candidat}}}                 | {{{voturi_valide}}} | {{{procentaj}}}% |
| Totals         | Totals                                                                     | Totals                         | 121,640             | 100.0%           |
|                | Republican hold                                                            |                                |                     |                  |

### 1958
| {{{titlu}}}    | {{{titlu}}}                                                                | {{{titlu}}}                    | {{{titlu}}}         | {{{titlu}}}      |
| Partid politic | Partid politic                                                             | Candidat                       | Voturi valide       | Procentaj        |
| -------------- | -------------------------------------------------------------------------- | ------------------------------ | ------------------- | ---------------- |
|                | Republican                                                                 | Henry Aldous Dixon (incumbent) | 58,141              | 53.90%           |
|                | [[{{{partid_politic}}}\|{{Template:{{{partid_politic}}}/meta/shortname}}]] | {{{candidat}}}                 | {{{voturi_valide}}} | {{{procentaj}}}% |
| Totals         | Totals                                                                     | Totals                         | 107,876             | 100.0%           |
|                | Republican hold                                                            |                                |                     |                  |

### 1960
|        | Democrat                                                                   | M. Blaine Peterson | 65,939              | 50.03%           |
|        | [[{{{partid_politic}}}\|{{Template:{{{partid_politic}}}/meta/shortname}}]] | {{{candidat}}}     | {{{voturi_valide}}} | {{{procentaj}}}% |
| Totals | Totals                                                                     | Totals             | 131,810             | 100.0%           |
|        | Democrat gain from Republican                                              |                    |                     |                  |

### 1962
|        | Republican                                                                 | Laurence J. Burton | 59,032              | 50.88%           |
|        | [[{{{partid_politic}}}\|{{Template:{{{partid_politic}}}/meta/shortname}}]] | {{{candidat}}}     | {{{voturi_valide}}} | {{{procentaj}}}% |
| Totals | Totals                                                                     | Totals             | 116,021             | 100.0%           |
|        | Republican gain from Democrat                                              |                    |                     |                  |

### 1964
| {{{titlu}}}    | {{{titlu}}}                                                                | {{{titlu}}}                    | {{{titlu}}}         | {{{titlu}}}      |
| Partid politic | Partid politic                                                             | Candidat                       | Voturi valide       | Procentaj        |
| -------------- | -------------------------------------------------------------------------- | ------------------------------ | ------------------- | ---------------- |
|                | Republican                                                                 | Laurence J. Burton (incumbent) | 75,986              | 55.97%           |
|                | [[{{{partid_politic}}}\|{{Template:{{{partid_politic}}}/meta/shortname}}]] | {{{candidat}}}                 | {{{voturi_valide}}} | {{{procentaj}}}% |
| Totals         | Totals                                                                     | Totals                         | 135,754             | 100.0%           |
|                | Republican hold                                                            |                                |                     |                  |

### 1966
| {{{titlu}}}    | {{{titlu}}}                                                                | {{{titlu}}}                    | {{{titlu}}}         | {{{titlu}}}      |
| Partid politic | Partid politic                                                             | Candidat                       | Voturi valide       | Procentaj        |
| -------------- | -------------------------------------------------------------------------- | ------------------------------ | ------------------- | ---------------- |
|                | Republican                                                                 | Laurence J. Burton (incumbent) | 99,750              | 66.50%           |
|                | [[{{{partid_politic}}}\|{{Template:{{{partid_politic}}}/meta/shortname}}]] | {{{candidat}}}                 | {{{voturi_valide}}} | {{{procentaj}}}% |
| Totals         | Totals                                                                     | Totals                         | 150,010             | 100.0%           |
|                | Republican hold                                                            |                                |                     |                  |

### 1968
| {{{titlu}}}    | {{{titlu}}}                                                                | {{{titlu}}}                    | {{{titlu}}}         | {{{titlu}}}      |
| Partid politic | Partid politic                                                             | Candidat                       | Voturi valide       | Procentaj        |
| -------------- | -------------------------------------------------------------------------- | ------------------------------ | ------------------- | ---------------- |
|                | Republican                                                                 | Laurence J. Burton (incumbent) | 139,456             | 68.12%           |
|                | [[{{{partid_politic}}}\|{{Template:{{{partid_politic}}}/meta/shortname}}]] | {{{candidat}}}                 | {{{voturi_valide}}} | {{{procentaj}}}% |
| Totals         | Totals                                                                     | Totals                         | 204,721             | 100.0%           |
|                | Republican hold                                                            |                                |                     |                  |

### 1970
|        | Democrat                                                                   | K. Gunn McKay  | 95,499              | 51.27%           |
|        | [[{{{partid_politic}}}\|{{Template:{{{partid_politic}}}/meta/shortname}}]] | {{{candidat}}} | {{{voturi_valide}}} | {{{procentaj}}}% |
|        | [[{{{partid_politic}}}\|{{Template:{{{partid_politic}}}/meta/shortname}}]] | {{{candidat}}} | {{{voturi_valide}}} | {{{procentaj}}}% |
| Totals | Totals                                                                     | Totals         | 186,257             | 100.0%           |
|        | Democrat gain from Republican                                              |                |                     |                  |

### 1972
| {{{titlu}}}    | {{{titlu}}}                                                                | {{{titlu}}}               | {{{titlu}}}         | {{{titlu}}}      |
| Partid politic | Partid politic                                                             | Candidat                  | Voturi valide       | Procentaj        |
| -------------- | -------------------------------------------------------------------------- | ------------------------- | ------------------- | ---------------- |
|                | Democrat                                                                   | K. Gunn McKay (incumbent) | 127,027             | 55.40%           |
|                | [[{{{partid_politic}}}\|{{Template:{{{partid_politic}}}/meta/shortname}}]] | {{{candidat}}}            | {{{voturi_valide}}} | {{{procentaj}}}% |
|                | [[{{{partid_politic}}}\|{{Template:{{{partid_politic}}}/meta/shortname}}]] | {{{candidat}}}            | {{{voturi_valide}}} | {{{procentaj}}}% |
| Totals         | Totals                                                                     | Totals                    | 229,301             | 100.0%           |
|                | Democrat hold                                                              |                           |                     |                  |

### 1974
| {{{titlu}}}    | {{{titlu}}}                                                                | {{{titlu}}}               | {{{titlu}}}         | {{{titlu}}}      |
| Partid politic | Partid politic                                                             | Candidat                  | Voturi valide       | Procentaj        |
| -------------- | -------------------------------------------------------------------------- | ------------------------- | ------------------- | ---------------- |
|                | Democrat                                                                   | K. Gunn McKay (incumbent) | 124,793             | 62.63%           |
|                | [[{{{partid_politic}}}\|{{Template:{{{partid_politic}}}/meta/shortname}}]] | {{{candidat}}}            | {{{voturi_valide}}} | {{{procentaj}}}% |
|                | [[{{{partid_politic}}}\|{{Template:{{{partid_politic}}}/meta/shortname}}]] | {{{candidat}}}            | {{{voturi_valide}}} | {{{procentaj}}}% |
| Totals         | Totals                                                                     | Totals                    | 199,264             | 100.0%           |
|                | Democrat hold                                                              |                           |                     |                  |

### 1976
| {{{titlu}}}    | {{{titlu}}}                                                                | {{{titlu}}}               | {{{titlu}}}         | {{{titlu}}}      |
| Partid politic | Partid politic                                                             | Candidat                  | Voturi valide       | Procentaj        |
| -------------- | -------------------------------------------------------------------------- | ------------------------- | ------------------- | ---------------- |
|                | Democrat                                                                   | K. Gunn McKay (incumbent) | 155,631             | 58.17%           |
|                | [[{{{partid_politic}}}\|{{Template:{{{partid_politic}}}/meta/shortname}}]] | {{{candidat}}}            | {{{voturi_valide}}} | {{{procentaj}}}% |
|                | [[{{{partid_politic}}}\|{{Template:{{{partid_politic}}}/meta/shortname}}]] | {{{candidat}}}            | {{{voturi_valide}}} | {{{procentaj}}}% |
| Totals         | Totals                                                                     | Totals                    | 267,531             | 100.0%           |
|                | Democrat hold                                                              |                           |                     |                  |

### 1978
| {{{titlu}}}    | {{{titlu}}}                                                                | {{{titlu}}}               | {{{titlu}}}         | {{{titlu}}}      |
| Partid politic | Partid politic                                                             | Candidat                  | Voturi valide       | Procentaj        |
| -------------- | -------------------------------------------------------------------------- | ------------------------- | ------------------- | ---------------- |
|                | Democrat                                                                   | K. Gunn McKay (incumbent) | 93,892              | 51.03%           |
|                | [[{{{partid_politic}}}\|{{Template:{{{partid_politic}}}/meta/shortname}}]] | {{{candidat}}}            | {{{voturi_valide}}} | {{{procentaj}}}% |
|                | [[{{{partid_politic}}}\|{{Template:{{{partid_politic}}}/meta/shortname}}]] | {{{candidat}}}            | {{{voturi_valide}}} | {{{procentaj}}}% |
|                | [[{{{partid_politic}}}\|{{Template:{{{partid_politic}}}/meta/shortname}}]] | {{{candidat}}}            | {{{voturi_valide}}} | {{{procentaj}}}% |
| Totals         | Totals                                                                     | Totals                    | 183,994             | 100.0%           |
|                | Democrat hold                                                              |                           |                     |                  |

### 1980
|        | Republican                                                                 | James V. Hansen | 157,111             | 52.10%           |
|        | [[{{{partid_politic}}}\|{{Template:{{{partid_politic}}}/meta/shortname}}]] | {{{candidat}}}  | {{{voturi_valide}}} | {{{procentaj}}}% |
| Totals | Totals                                                                     | Totals          | 301,570             | 100.0%           |
|        | Republican gain from Democrat                                              |                 |                     |                  |

### 1982
| {{{titlu}}}    | {{{titlu}}}                                                                | {{{titlu}}}                 | {{{titlu}}}         | {{{titlu}}}      |
| Partid politic | Partid politic                                                             | Candidat                    | Voturi valide       | Procentaj        |
| -------------- | -------------------------------------------------------------------------- | --------------------------- | ------------------- | ---------------- |
|                | Republican                                                                 | James V. Hansen (incumbent) | 111,416             | 62.80%           |
|                | [[{{{partid_politic}}}\|{{Template:{{{partid_politic}}}/meta/shortname}}]] | {{{candidat}}}              | {{{voturi_valide}}} | {{{procentaj}}}% |
| Totals         | Totals                                                                     | Totals                      | 177,422             | 100.0%           |
|                | Republican hold                                                            |                             |                     |                  |

### 1984
| {{{titlu}}}    | {{{titlu}}}                                                                | {{{titlu}}}                 | {{{titlu}}}         | {{{titlu}}}      |
| Partid politic | Partid politic                                                             | Candidat                    | Voturi valide       | Procentaj        |
| -------------- | -------------------------------------------------------------------------- | --------------------------- | ------------------- | ---------------- |
|                | Republican                                                                 | James V. Hansen (incumbent) | 142,952             | 71.22%           |
|                | [[{{{partid_politic}}}\|{{Template:{{{partid_politic}}}/meta/shortname}}]] | {{{candidat}}}              | {{{voturi_valide}}} | {{{procentaj}}}% |
|                | [[{{{partid_politic}}}\|{{Template:{{{partid_politic}}}/meta/shortname}}]] | {{{candidat}}}              | {{{voturi_valide}}} | {{{procentaj}}}% |
| Totals         | Totals                                                                     | Totals                      | 200,717             | 100.0%           |
|                | Republican hold                                                            |                             |                     |                  |

### 1986
| {{{titlu}}}    | {{{titlu}}}                                                                | {{{titlu}}}                 | {{{titlu}}}         | {{{titlu}}}      |
| Partid politic | Partid politic                                                             | Candidat                    | Voturi valide       | Procentaj        |
| -------------- | -------------------------------------------------------------------------- | --------------------------- | ------------------- | ---------------- |
|                | Republican                                                                 | James V. Hansen (incumbent) | 82,151              | 51.56%           |
|                | [[{{{partid_politic}}}\|{{Template:{{{partid_politic}}}/meta/shortname}}]] | {{{candidat}}}              | {{{voturi_valide}}} | {{{procentaj}}}% |
| Totals         | Totals                                                                     | Totals                      | 159,331             | 100.0%           |
|                | Republican hold                                                            |                             |                     |                  |

### 1988
| {{{titlu}}}    | {{{titlu}}}                                                                | {{{titlu}}}                 | {{{titlu}}}         | {{{titlu}}}      |
| Partid politic | Partid politic                                                             | Candidat                    | Voturi valide       | Procentaj        |
| -------------- | -------------------------------------------------------------------------- | --------------------------- | ------------------- | ---------------- |
|                | Republican                                                                 | James V. Hansen (incumbent) | 130,893             | 59.80%           |
|                | [[{{{partid_politic}}}\|{{Template:{{{partid_politic}}}/meta/shortname}}]] | {{{candidat}}}              | {{{voturi_valide}}} | {{{procentaj}}}% |
| Totals         | Totals                                                                     | Totals                      | 218,869             | 100.0%           |
|                | Republican hold                                                            |                             |                     |                  |

### 1990
| {{{titlu}}}    | {{{titlu}}}                                                                | {{{titlu}}}                 | {{{titlu}}}         | {{{titlu}}}      |
| Partid politic | Partid politic                                                             | Candidat                    | Voturi valide       | Procentaj        |
| -------------- | -------------------------------------------------------------------------- | --------------------------- | ------------------- | ---------------- |
|                | Republican                                                                 | James V. Hansen (incumbent) | 82,746              | 52.15%           |
|                | [[{{{partid_politic}}}\|{{Template:{{{partid_politic}}}/meta/shortname}}]] | {{{candidat}}}              | {{{voturi_valide}}} | {{{procentaj}}}% |
|                | [[{{{partid_politic}}}\|{{Template:{{{partid_politic}}}/meta/shortname}}]] | {{{candidat}}}              | {{{voturi_valide}}} | {{{procentaj}}}% |
| Totals         | Totals                                                                     | Totals                      | 158,666             | 100.0%           |
|                | Republican hold                                                            |                             |                     |                  |

### 1992
| {{{titlu}}}    | {{{titlu}}}                                                                | {{{titlu}}}                 | {{{titlu}}}         | {{{titlu}}}      |
| Partid politic | Partid politic                                                             | Candidat                    | Voturi valide       | Procentaj        |
| -------------- | -------------------------------------------------------------------------- | --------------------------- | ------------------- | ---------------- |
|                | Republican                                                                 | James V. Hansen (incumbent) | 160,037             | 65.25%           |
|                | [[{{{partid_politic}}}\|{{Template:{{{partid_politic}}}/meta/shortname}}]] | {{{candidat}}}              | {{{voturi_valide}}} | {{{procentaj}}}% |
|                | [[{{{partid_politic}}}\|{{Template:{{{partid_politic}}}/meta/shortname}}]] | {{{candidat}}}              | {{{voturi_valide}}} | {{{procentaj}}}% |
| Totals         | Totals                                                                     | Totals                      | 245,254             | 100.0%           |
|                | Republican hold                                                            |                             |                     |                  |

### 1994
| {{{titlu}}}    | {{{titlu}}}                                                                | {{{titlu}}}                 | {{{titlu}}}         | {{{titlu}}}      |
| Partid politic | Partid politic                                                             | Candidat                    | Voturi valide       | Procentaj        |
| -------------- | -------------------------------------------------------------------------- | --------------------------- | ------------------- | ---------------- |
|                | Republican                                                                 | James V. Hansen (incumbent) | 104,954             | 64.54%           |
|                | [[{{{partid_politic}}}\|{{Template:{{{partid_politic}}}/meta/shortname}}]] | {{{candidat}}}              | {{{voturi_valide}}} | {{{procentaj}}}% |
| Totals         | Totals                                                                     | Totals                      | 162,618             | 100.0%           |
|                | Republican hold                                                            |                             |                     |                  |

### 1996
| {{{titlu}}}    | {{{titlu}}}                                                                | {{{titlu}}}                 | {{{titlu}}}         | {{{titlu}}}      |
| Partid politic | Partid politic                                                             | Candidat                    | Voturi valide       | Procentaj        |
| -------------- | -------------------------------------------------------------------------- | --------------------------- | ------------------- | ---------------- |
|                | Republican                                                                 | James V. Hansen (incumbent) | 150,126             | 68.31%           |
|                | [[{{{partid_politic}}}\|{{Template:{{{partid_politic}}}/meta/shortname}}]] | {{{candidat}}}              | {{{voturi_valide}}} | {{{procentaj}}}% |
|                | [[{{{partid_politic}}}\|{{Template:{{{partid_politic}}}/meta/shortname}}]] | {{{candidat}}}              | {{{voturi_valide}}} | {{{procentaj}}}% |
| Totals         | Totals                                                                     | Totals                      | 219,779             | 100.0%           |
|                | Republican hold                                                            |                             |                     |                  |

### 1998
| {{{titlu}}}    | {{{titlu}}}                                                                | {{{titlu}}}                 | {{{titlu}}}         | {{{titlu}}}      |
| Partid politic | Partid politic                                                             | Candidat                    | Voturi valide       | Procentaj        |
| -------------- | -------------------------------------------------------------------------- | --------------------------- | ------------------- | ---------------- |
|                | Republican                                                                 | James V. Hansen (incumbent) | 109,708             | 67.69%           |
|                | [[{{{partid_politic}}}\|{{Template:{{{partid_politic}}}/meta/shortname}}]] | {{{candidat}}}              | {{{voturi_valide}}} | {{{procentaj}}}% |
|                | [[{{{partid_politic}}}\|{{Template:{{{partid_politic}}}/meta/shortname}}]] | {{{candidat}}}              | {{{voturi_valide}}} | {{{procentaj}}}% |
| Totals         | Totals                                                                     | Totals                      | 162,085             | 100.0%           |
|                | Republican hold                                                            |                             |                     |                  |

### 2000
| {{{titlu}}}    | {{{titlu}}}                                                                | {{{titlu}}}                 | {{{titlu}}}         | {{{titlu}}}      |
| Partid politic | Partid politic                                                             | Candidat                    | Voturi valide       | Procentaj        |
| -------------- | -------------------------------------------------------------------------- | --------------------------- | ------------------- | ---------------- |
|                | Republican                                                                 | James V. Hansen (incumbent) | 180,591             | 68.98%           |
|                | [[{{{partid_politic}}}\|{{Template:{{{partid_politic}}}/meta/shortname}}]] | {{{candidat}}}              | {{{voturi_valide}}} | {{{procentaj}}}% |
|                | [[{{{partid_politic}}}\|{{Template:{{{partid_politic}}}/meta/shortname}}]] | {{{candidat}}}              | {{{voturi_valide}}} | {{{procentaj}}}% |
|                | [[{{{partid_politic}}}\|{{Template:{{{partid_politic}}}/meta/shortname}}]] | {{{candidat}}}              | {{{voturi_valide}}} | {{{procentaj}}}% |
|                | [[{{{partid_politic}}}\|{{Template:{{{partid_politic}}}/meta/shortname}}]] | {{{candidat}}}              | {{{voturi_valide}}} | {{{procentaj}}}% |
| Totals         | Totals                                                                     | Totals                      | 261,805             | 100.0%           |
|                | Republican hold                                                            |                             |                     |                  |

### 2002
| {{{titlu}}}    | {{{titlu}}}                                                                | {{{titlu}}}    | {{{titlu}}}         | {{{titlu}}}      |
| Partid politic | Partid politic                                                             | Candidat       | Voturi valide       | Procentaj        |
| -------------- | -------------------------------------------------------------------------- | -------------- | ------------------- | ---------------- |
|                | Republican                                                                 | Rob Bishop     | 109,265             | 60.90%           |
|                | [[{{{partid_politic}}}\|{{Template:{{{partid_politic}}}/meta/shortname}}]] | {{{candidat}}} | {{{voturi_valide}}} | {{{procentaj}}}% |
|                | [[{{{partid_politic}}}\|{{Template:{{{partid_politic}}}/meta/shortname}}]] | {{{candidat}}} | {{{voturi_valide}}} | {{{procentaj}}}% |
|                | Write-ins                                                                  |                | 16                  | 0.01%            |
| Totals         | Totals                                                                     | Totals         | 179,412             | 100.0%           |
|                | Republican hold                                                            |                |                     |                  |

### 2004
| {{{titlu}}}    | {{{titlu}}}                                                                | {{{titlu}}}            | {{{titlu}}}         | {{{titlu}}}      |
| Partid politic | Partid politic                                                             | Candidat               | Voturi valide       | Procentaj        |
| -------------- | -------------------------------------------------------------------------- | ---------------------- | ------------------- | ---------------- |
|                | Republican                                                                 | Rob Bishop (incumbent) | 199,615             | 67.91%           |
|                | [[{{{partid_politic}}}\|{{Template:{{{partid_politic}}}/meta/shortname}}]] | {{{candidat}}}         | {{{voturi_valide}}} | {{{procentaj}}}% |
|                | [[{{{partid_politic}}}\|{{Template:{{{partid_politic}}}/meta/shortname}}]] | {{{candidat}}}         | {{{voturi_valide}}} | {{{procentaj}}}% |
|                | [[{{{partid_politic}}}\|{{Template:{{{partid_politic}}}/meta/shortname}}]] | {{{candidat}}}         | {{{voturi_valide}}} | {{{procentaj}}}% |
| Totals         | Totals                                                                     | Totals                 | 293,961             | 100.0%           |
|                | Republican hold                                                            |                        |                     |                  |

### 2006
| {{{titlu}}}    | {{{titlu}}}                                                                | {{{titlu}}}            | {{{titlu}}}         | {{{titlu}}}      |
| Partid politic | Partid politic                                                             | Candidat               | Voturi valide       | Procentaj        |
| -------------- | -------------------------------------------------------------------------- | ---------------------- | ------------------- | ---------------- |
|                | Republican                                                                 | Rob Bishop (incumbent) | 112,546             | 63.06%           |
|                | [[{{{partid_politic}}}\|{{Template:{{{partid_politic}}}/meta/shortname}}]] | {{{candidat}}}         | {{{voturi_valide}}} | {{{procentaj}}}% |
|                | [[{{{partid_politic}}}\|{{Template:{{{partid_politic}}}/meta/shortname}}]] | {{{candidat}}}         | {{{voturi_valide}}} | {{{procentaj}}}% |
|                | [[{{{partid_politic}}}\|{{Template:{{{partid_politic}}}/meta/shortname}}]] | {{{candidat}}}         | {{{voturi_valide}}} | {{{procentaj}}}% |
| Totals         | Totals                                                                     | Totals                 | 178,474             | 100.0%           |
|                | Republican hold                                                            |                        |                     |                  |

### 2008
| {{{titlu}}}    | {{{titlu}}}                                                                | {{{titlu}}}            | {{{titlu}}}         | {{{titlu}}}      |
| Partid politic | Partid politic                                                             | Candidat               | Voturi valide       | Procentaj        |
| -------------- | -------------------------------------------------------------------------- | ---------------------- | ------------------- | ---------------- |
|                | Republican                                                                 | Rob Bishop (incumbent) | 196,799             | 64.85%           |
|                | [[{{{partid_politic}}}\|{{Template:{{{partid_politic}}}/meta/shortname}}]] | {{{candidat}}}         | {{{voturi_valide}}} | {{{procentaj}}}% |
|                | [[{{{partid_politic}}}\|{{Template:{{{partid_politic}}}/meta/shortname}}]] | {{{candidat}}}         | {{{voturi_valide}}} | {{{procentaj}}}% |
|                | [[{{{partid_politic}}}\|{{Template:{{{partid_politic}}}/meta/shortname}}]] | {{{candidat}}}         | {{{voturi_valide}}} | {{{procentaj}}}% |
| Totals         | Totals                                                                     | Totals                 | 303,445             | 100.0%           |
|                | Republican hold                                                            |                        |                     |                  |

### 2010
| {{{titlu}}}    | {{{titlu}}}                                                                | {{{titlu}}}            | {{{titlu}}}         | {{{titlu}}}      |
| Partid politic | Partid politic                                                             | Candidat               | Voturi valide       | Procentaj        |
| -------------- | -------------------------------------------------------------------------- | ---------------------- | ------------------- | ---------------- |
|                | Republican                                                                 | Rob Bishop (incumbent) | 135,247             | 69.19%           |
|                | [[{{{partid_politic}}}\|{{Template:{{{partid_politic}}}/meta/shortname}}]] | {{{candidat}}}         | {{{voturi_valide}}} | {{{procentaj}}}% |
|                | [[{{{partid_politic}}}\|{{Template:{{{partid_politic}}}/meta/shortname}}]] | {{{candidat}}}         | {{{voturi_valide}}} | {{{procentaj}}}% |
|                | [[{{{partid_politic}}}\|{{Template:{{{partid_politic}}}/meta/shortname}}]] | {{{candidat}}}         | {{{voturi_valide}}} | {{{procentaj}}}% |
| Totals         | Totals                                                                     | Totals                 | 195,462             | 100.0%           |
|                | Republican hold                                                            |                        |                     |                  |